# Bonnac-la-Côte
Bonnac-la-Côte is een gemeente in het Franse departement Haute-Vienne (regio Nouvelle-Aquitaine) en telt 1335 inwoners (2004). De plaats maakt deel uit van het arrondissement Limoges.

## Geografie
De oppervlakte van Bonnac-la-Côte bedraagt 26,3 km², de bevolkingsdichtheid is 50,8 inwoners per km².
De onderstaande kaart toont de ligging van Bonnac-la-Côte met de belangrijkste infrastructuur en aangrenzende gemeenten.

## Demografie
Onderstaande figuur toont het verloop van het inwonertal (bron: INSEE-tellingen).